# 葉圏
葉圏（ようけん、英: Phyllosphere）とは微生物学の専門用語の一つであり、微生物の生息地としての、植物における地面から上の部位全体である。

## 意味
葉圏とは、植物の地上部で、かつ微生物の生息域である空間である。したがって、葉圏は葉と葉鞘に限定されず、芽や茎、花、果実を含む。このため、caulosphere (茎)、phylloplane (葉面)、anthosphere (花)および carposphere (果実)に細分化される。一方、微生物の生息地である、地面から下の植物部位には根圏（rhizosphere）と laimosphere がある。根圏は根での、laimosphere は茎の地下部での周囲の土壌空間である。
葉圏という語は、根圏に対する語として1950年代半ばに造られた。根圏は1904年に Hiltner によって定義された。葉圏は1955年にLastが、その翌年に Ruinen が用い始めた。葉圏の英語 phyllosphere の由来は古代ギリシャ語の φύλλον（葉）と σφαῖρα（球）であった。
当初、葉圏は植物地上部の「表面」と定義されていた。このため、葉圏微生物とは、葉の表面に生息するエピファイト（外生菌）のみを示していた。現在では、葉圏微生物は植物表面のエピファイトと内部のエンドファイト（内生菌）の両方を意味する場合もある。しかし、通常、エピファイトを中心とした微生物群を指す場合が多い。一般に、エンドファイトよりもエピファイトの菌数が多いためである。

## 面積と微生物数
衛星データによると、地上の総葉面積は地球表面の約125-200％であり、推定約6億4000万-10億km2である。そこに生息する微生物数は、地球規模で炭素循環と窒素循環を左右するのに十分なほど大きい。通常、植物の葉1cm2当たりの細菌数は百万〜千万匹である。柑橘類や針葉樹など一部の植物では1 cm2当たり1,000未満であり、著しく少ない。これらの情報から控えめに見積もって、地球全体での葉圏の総細菌数は1026個以上である。

## 環境特性
葉上で有機物は微生物細胞に吸収されて別の化合物として再び葉上に放出されるため、葉圏の環境と物質移動は基本的に変化しない。葉圏は微生物にとって「砂漠のような環境」と表現されるほど過酷である。
- 葉の表面は疎水性のエピクチクラワックスで覆われており、細菌が利用可能な栄養素や水分に乏しい。
- 大気由来の花粉や窒素化合物および虫由来の甘露は栄養源となる。
- 圏微生物が利用可能な水分が頻繁かつ急速に変化する。これは、雨や霧などの天候および露から水分が供給されるためであり、かつ、水分濃度は葉の表面構造や湿潤性に大きく依存するためである。
- 気候や気温の影響を直接受けるため、温度が短いスパンで劇的に変化する。
- 有害な紫外線に頻繁かつ長時間さらされている。

葉の表面の環境特性は局所や時期で異なる。気孔、毛茸、表皮細胞の窪地では地形や保水性、植物の分泌物が異なる。気孔周辺や毛茸基部周辺、表皮細胞の接合部の窪地は、細菌が各種ストレスから身を守りやすい部位（protected site）と考えられている。葉圏微生物は通常、葉のクチクラ層で生息する。この場所は非常に複雑な三次元結晶構造を有し、植物の生長に従いその構造を変化させる。したがって、葉圏微生物の遺伝子型や表現型は多種多様である。

## 葉圏微生物
葉圏には細菌や酵母、糸状菌、真菌、植物ウイルス、古細菌、粘菌、緑藻類、コケ、地衣類、シダ、原生動物などが生息する。葉圏微生物で最もバイオマス量が大きいのは細菌である。その存在量は、培養可能な細菌だけでも一般的な植物の葉の表面積1 cm当たり106-107cellsに及ぶ。葉圏の細菌群は多様であり、植物病原菌（氷核活性細菌を含む）、拮抗菌、植物ホルモン産生菌、フェノール分解菌、窒素固定菌などを含む。これら細菌群の分布と細胞数は植物の健康や生態系での物質循環に重要であると考えられている。

### 群集構造
個々の葉圏細菌の相対的な細胞数やコロニー数は植物種によって異なる。葉圏細菌の群集構造は同種植物の葉圏で類似し、異種で大きく異なる傾向がある。例えばカンキツ類では、系統的に近しいネーブルオレンジ（Navel orange）とバレンシアオレンジ（Valencia orange）で群集構造は非常に似ており、同じ生育場所・環境でも、系統的に遠いオロブランコ（Oro Blanco）とは明確に異なる。

#### 優先細菌種
葉圏には植物種に固有の優占細菌種が存在する。常緑および落葉広葉樹の葉面にはAlternaria sp.、Microsphaeropsis sp.、Cladosporium sp.、Pestalotiopsis sp.の順で検出頻度が高い。葉内部ではPhomopsis sp.、Phyllosticta sp.、Colletotrichum spp.の順で高い。Phomopsis sp.は葉面と内部の両方で生息する。Pestalotiopsis sp.、Epicoccum sp.、Botrytis sp.、Phoma sp.、Mucor sp.、Trichoderma sp.は植物内部に生息できず、典型的な葉面菌である。Phyllosticta sp.は葉面に生息せず、典型的な内生菌である。葉面菌は葉の老化に伴い内生することが報告されている。

#### 宿主植物による影響
葉圏微生物の群集構造の類似性は宿主植物の空間的近さにほとんど依存しない。同一森林内においても、葉圏細菌の群集は樹種によって特有の構造を有する。熱帯大西洋の森林での非培養法による調査によると、各樹種の葉圏細菌群集は少なくとも95～671種の細菌で構成されており、その中の0.5％だけがすべての樹種で共通である。
葉圏微生物の群集構造が宿主によって特異的であることは、葉の物理的・化学的性質の違いによると考えられている。葉上での特定の物質βカロテン、アルケニルグルコシノレート、2-プロペン、3-ブテン、4-ペンテンの濃度は正の相関を、安息香酸グルコシノレート-2-フェニルエチルの濃度は負の相関を葉圏細菌数に対して示す。これらの物質は宿主植物から供給される。従って、葉圏細菌の群集構造は、根圏の場合と同様に宿主植物からの供給物質に影響されている。

#### 外来因子による影響
葉圏微生物の群集構造は、宿主植物に由来しない物理的な環境要因からも影響を受ける。トウモロコシでの構造はUV照射によって、シダ植物での構造は乾燥時と非乾燥時で変化する。したがって、宿主植物の生息地域や気候も群集構造決定の要素であると考えられている。
微生物に対する目的のものでなくとも、農業活動で使用される薬剤や農業資材も群集構造に影響を与える。農薬を散布されたリンゴの葉は、されていない葉に比べて微生物数が10～10,000分の1に減少する。スイスのリンゴ（ゴールデンデリシャス）の果実表面において、農薬使用の慣行栽培でよりも無農薬の有機栽培で真菌類の細胞数が有意に多く、種数が豊富であった。殺虫剤のシペルメトリン（cypermethrin）の施用はピーマン常在性の細菌数を増加させ、その群集構造を大きく変える。酸化チタンの噴霧は微生物にスーパーオキシドジスムターゼの発現を誘導させ、群集構造を大きく変える。BCAは土着の葉圏微生物に影響があることがいくつかの例で明らかになっている。BCAのBacillus thuringiensisはコショウに定着せず、葉圏微生物の総重量（バイオマス）を変化させないにもかかわらず、群集構造を著しく変える。
糸状菌によるうどんこ病は疾患葉圏の優占種を特定の細菌種に変える。優先化させる細菌種はうどんこ病の病原菌によって異なる可能性が指摘されている。

#### 季節的変動
個々の葉圏菌は時季によって細胞数を変化させ、群集構造は季節的変動を示す。そしてその変動の様相は葉面菌と内生菌で異なる。葉面菌の全細胞数は、常緑および落葉広葉樹で4月から12月までの全期間で変化しない。最も多い葉面菌Alternaria sp.およびCladosporium sp.は4月から12月のほぼ全ての期間で同頻度に発生する。次に検出頻度が多いMicrosphaeropsis sp.は4月から12月にかけて減少傾向を示し、Pestalotiopsis sp.は8月以降増加する傾向を示す。
常緑広葉樹での内生菌も同様に葉広葉樹で4月から12月までの全期間で全細胞数を変化させない。最も多い内生菌であるPhomopsis sp.とPhyllosticta sp.は、4月から12月までの全期間で検出されるが、Colletotrichum spp.は4月から12月にかけて増加傾向を示す。
対して、落葉広葉樹の内生菌は、新葉が展開する6月まで検出されない。新葉展開後の6月頃から12月にかけて全細胞数は増加傾向を示す。Phomopsis sp.は4月から12月にかけて減少する傾向を示し、Phyllosticta sp.とColletotrichum spp.は7月から発生がみられ、12月まで増加傾向を示す。

### 生存戦略
葉圏は過酷な環境であるため、それを克服するため葉圏微生物は様々な遺伝子型や表現型を有する。

#### インドール酢酸
葉圏にはインドール酢酸 (IAA) 生産能を持つ細菌が多い。IAAは植物の細胞壁を弛緩させ、多糖類を遊離させる。このため、IAA生産菌はIAAを葉面に暴露し、栄養素を溶出させて獲得していると推測されている。実際、Pantoea agglomeransの野生株（IAA生産株）では非生産株よりも葉面への定着能力が著しく高い。

#### UV耐性
色素の生産能を持つ微生物の割合は根圏でよりも葉圏で大きい。色素生産性の葉圏微生物では非生産性の株でよりも紫外線（UV）耐性が高い。UVはDNAを損傷させるため、UV耐性が葉圏での生育に重要であるとされる。色素の産生によるUVの影響の軽減とDNA損傷の修復が葉圏への適応に関わると考えられている。Pseudomonas syringaeにおいて、DNA損傷の修復機構は葉圏での生存に重要であることが確認されている。

#### バイオフィルムと集合体の形成
葉圏微生物は葉面に均一に分布しているのではなく、局所的にバイオフィルムを形成してそこに密集していることが示唆されている。Pseudomonas syringaeでは単独で葉圏に存在する場合よりも、バイオフィルムを形成し密集しているほうが、紫外線や乾燥、殺菌剤などの環境ストレスに対する耐性が強い。特に乾燥への適応としてバイオフィルムは重要であることが分かっている。
Lindowら（2003）はこの事実から、細胞密度に依存する遺伝子発現機構（クオラムセンシング）が葉圏での環境ストレス耐性に重要であることを指摘した。クオラムセンシングの誘導物質N-アシル-L-ホモセリンラクトン（AHL）の生産能の欠損変異株では野生株と比べて葉圏における乾燥耐性が低い。
P. syringaeを含めたAHLの産生菌、およびクオラムセンシングの攪乱物質の産生菌は葉圏で一定の割合で存在する。このことから、葉圏微生物は互いに影響し合いながらバイオフィルムを形成している可能性がある。また、バイオフィルム中の高い細菌密度は遺伝子の水平伝播を高い頻度で引き起こしていると指摘されている。

#### 鞭毛
鞭毛によって葉圏細菌は、生存に適した場所（気孔や、細胞の接合部の窪地）に移動することができ、生存率を高める。鞭毛はSwim型の運動性に関与しており、細菌細胞単体での自由な運動が可能となる。細菌のSwim型の運動性は水中または物体表面の厚い液層中、例えば撥水性の葉面の水滴中で現れる。表面に薄い液層が張っている場合、例えば濡れた葉の表面の場合、細菌は群集を形成し、集団によるSwarm型の運動性を示す。Swarm型の運動性には鞭毛やクオラムセンシングが関与しているとされる。ただし、チャ赤焼病細菌において鞭毛はSwarm型の運動性に有意に関係しない。
チャ赤焼病細菌Pseudomonas syringae pv. theaeにおいて鞭毛はバイオフィルムと葉圏における細菌集合体の形成に寄与する。theae株では葉の有傷部位への移動と定着に重要であり、有傷部位での生存率を高める。青枯病細菌では鞭毛による運動性は植物組織内への侵入と定着に重要である。

#### 生物界面活性剤
ある種の葉面細菌は生物界面活性剤（バイオサーファクタント、biosurfactant）を産生・分泌することで、葉面への定着能を高めている。一般に、葉面への定着能が高い細菌は産生をする。東ら（2004）は、生物界面活性剤の産生能の有無を、細菌懸濁液を疎水性膜上に滴下してその液滴の表面張力を評価することで判定した。葉圏微生物の生物界面活性剤には例えばPseudomonas syringaeのシリンゴマイシン（Syringomycin）が存在する。SyringomycinはP. syringaeの病原活性の発現に重要である。

### 植物との相互作用
大部分の植物宿主は、細菌や真菌、古細菌、原生生物といった微生物のコミュニティーを提供する。多くの場合、このコミュニティーは植物に利益を与えるが、植物に病害や枯死をもたらす場合もある。しかし、植物に生息する微生物の大勢は植物の生育や機能に何の効果ももたらさない。

#### 窒素固定
葉圏から窒素固定菌は一定の確率で単離される。これまで単離された葉圏微生物はアゾトバクター属、Beijerinkia属、Derxia属、シュードモナス属、Azotomonas属、Flavobacteriuem属、Klebsiella属、バシラス属、クロストリジウム属、Cyanophyceae属、Lichens属などである。葉圏における窒素固定の現場は植物表面のほかにもある。クサネムAeschynomene indicaやSesbania属の茎粒、およびある種の木本植物の皮目粒では共生的、および半共生的窒素固定が行われている。
特に熱帯雨林では葉圏微生物による窒素固定が植物の重要な窒素供給経路であることが指摘されている。熱帯雨林では湿度が高くて葉圏微生物数が大きく、また、植物の生産性の高さに対して土壌中の窒素分が少ないためである。一般に窒素固定にはC/N比が高い環境が望ましく、熱帯性植物の葉茎面溶出物のC/N比が高いことも、熱帯雨林で窒素固定が活発な理由と考えられている。熱帯性植物Guatemala grass（Tripsacum lexum Nash）の葉鞘水のC/N比は658と大きく、窒素固定能が顕著に高い（8×10-3mg-N/植物体/5日間、263g-N/h/4日間）。
一方でAbrilら（2005）によると、熱帯雨林と比べて湿度が低いステップ気候の森林においても、葉圏微生物による窒素固定の重要性は高い。以上の研究結果から、葉圏細菌による窒素固定は森林における普遍的な窒素供給源であることが示唆される。

## 葉圏植物
葉圏にはよく微生物以外の生物が生息している。葉圏の地衣類には以下の種類がある。
樹皮着生（corticolous）
樹幹や枝に生えるもの。
樹皮上生（epiphloeodal）
樹皮の表面にとどまるもの。
樹皮内生（endophloeodal）
樹皮の内部に入り込んでしまうもの。
生葉上着生（葉上着生性、foliicolous）
樹木やシダなどの生きた葉の表面に生育するもの。
クチクラ上生（epicuticular）
葉のクチクラの表面に張りつくもの。
クチクラ内生（subcuticular）
葉のクチクラの下に入り込むもの。サネゴケ科など。
生葉上着生の地衣類は800種が知られており、Arthonia属、Bacidia属、Byssoloma属、Mazosia属、Porina属、Strigula属およびTricharia属などが知られている。
データバンクには1996年時点で、生葉上着生のLejeuneaceae科のコケ類（foliicolous liverwort、epiphyllous liverwort）が1000種登録されており、Cololejeunea属、Ceratolejeunea属、Drepanolejeunea属およびColura属が含まれる。これら葉圏植物は熱帯と亜熱帯で多く見られるが、イングランドのエンボス気候の高緯度地域でもセイヨウキヅタ（Hedera helix）の葉からコケ類が単離される。
葉が古くなってクチクラ層が薄くなり、水での濡れ性が高くなると葉圏に緑藻が現れることがある。温帯気候であっても葉齢2年の針葉樹の葉でChlorococcus属がよく観察される。

## 研究の背景と手法

### 背景
根圏の研究には100年以上の伝統があり、植物と微生物との相互作用について最も研究が進んでいるのは根圏の分野である。しかし近年、葉圏への関心が高まっている。当初、葉圏微生物学者の主な関心は微生物の葉圏への定住、伝播および有害作用の機構を理解し、適切な対策を考案することであり、植物病原体についての研究であった。一方で、多数の無害な葉圏微生物が葉圏菌叢に影響を与えることが明らかとなった。そのほか、葉圏微生物を用いた生物的防除の研究も行われている。また、葉圏微生物学の基礎として、葉圏微生物相がいくつかの植物で同定されている。2015年にはシロイヌナズナの葉圏と根圏からおよそ8000の単離株が精製され、代表的な400株のゲノム塩基配列が解読された。

### 培養法
葉圏微生物の古典的な研究手法には葉圏微生物をクローニングする方法がいくつかある。葉拓（leaf printing）ではまず、葉を寒天培地などの寒天培地に穏やかに押し付けて取り除く。培地を恒温培養し、コロニーの出現を待つ。leaf washingでは葉を生理食塩水やリン酸緩衝液などの溶液で洗い、その洗液を寒天培地に塗布する。二つの方法はどちらも葉圏微生物を単離するためのものであり、その後の観察や分析を可能にする。

### 非培養法
自然環境中の微生物の大半は、培養が困難な難培養性微生物である。土壌中においては細菌の99%が難培養性といわれている。最初に非培養法によって葉圏細菌を調査したYangら（2001）によると、培養法で確かめられている知見よりも微生物群集はより複雑で、微生物種はより多い。培養法による調査（1999）ではBacillus thuringiensisはBCAとして施用しても葉圏微生物の群集構造に影響を与えないとされたが、非培養法でのより新しい調査結果（2008）によると大きな構造変化が確認された。
培養法を用いずに難培養性微生物を研究する手法（非培養法、culture-independent method）には、葉圏からDNAを直接抽出して分子生物学的に分析する手法が一般的である。最も多用されるのは、供試葉を緩衝液中で超音波により洗浄し、葉から遊離した菌体を集め、DNAを抽出する方法である。この場合、DNA抽出には土壌DNA抽出法が用いられる。欠点として、葉圏で微生物はバイオフィルムを形成して強固に吸着しているため、超音波洗浄で全ての菌体を集めることはできない。
供試葉を丸ごと破砕して全DNAを抽出する方法もある。この方法では、植物の内生菌を含む全微生物DNAを得ることを可能にするが、抽出DNAに植物DNAも混入する。この混入物には植物の葉緑体由来の16S rRNAも含む。したがって、細菌ゲノムの網羅的解析をしようとDNA抽出後に16S rRNAのPCRを行うと、植物DNAも増幅させてしまう。このことにより、電気泳動や多型解析でバックグラウンドのDNAが多すぎて、細菌群の16S rRNAはときに検出されない。解析で特定の種や属を標的に特定するならば、葉緑体由来の16S rRNAが増幅されず、有用な試験結果が得られる可能性がある。
供試葉をDNA抽出液で直接処理することで葉の表層のみを溶解し、表層のDNAのみを限定的に抽出する方法もある。須田（2008）はDNA抽出液に塩化ベンジルを使用することで、PCR-DGGE法で葉圏微生物の群集構造を解析した。この方法では、抽出DNAにエピクチクラワックス由来の不純物が混入するため、DNA精製の工程が必要である。しかし、破砕法に比べると不純物や植物DNAの混入量は少ない。

### 分子生物学的手法
培養法または非培養法で得られた葉圏微生物のゲノム（メタゲノム）を分析することでその遺伝学的・分子生物学的分析を行うことができる。まず、抽出したDNAの溶液をポリメラーゼ連鎖反応（PCR）にかけ、目的の遺伝子またはDNA配列の数を増加させる。ゲル電気泳動により遺伝子のみを抽出する。特定の遺伝子/配列に特異的なマーカーにより精製物から目的の遺伝子/配列を検出・定量することができる。マーカーには生物種、あるいは分類群に特異的なものがあり、例えば16S rRNAマーカーは細菌などの原核生物のみを、18S rRNAマーカーは真菌などの真核生物のみを検出する。
洗液を質量分析法(MS)で分析すると、葉圏微生物のタンパク質を解析することができる（メタプロテオソーム）。

### 植物を用いた接種試験
細菌や真菌胞子の懸濁液を実験室または野外で植物の葉に接種することで、その葉圏の、微生物の生息地としての特性を試験することができる。この試験は、接種された微生物がその葉圏環境および既存微生物との相互作用に対してどのような反応や生育をするかを明らかにする。特に、病原微生物や有用微生物が葉圏でどのような過程で繁殖をするか、繁殖のためにどのような条件を必要とするかがよく調査される。
接種微生物には、特定の物理条件や化学物質に対して検出可能な化合物を産生する遺伝子改変微生物（バイオリポーター）が用いられることがある。バイオリポーターの使用は葉上での糖などの栄養素、水、またはその他特定の物質の存在量や分布の解析を可能にする。バイオリポーターが蛍光遺伝子（緑色蛍光タンパク質遺伝子（GFP遺伝子）など）やレポーター遺伝子を有する場合、その活性を容易に検出することができる。

### 国際学会
葉圏研究の国際学会International Symposium on Phyllosphere Microbiologyは1970年の第一回以来、5年周期で開催されてきた。2015年に第十回がスイスMonte Veritàで開催された。

## 研究の成果と利用

### 植物病害の防除
長年、植物病害の防除を目的として、空気感染性の葉圏病原菌の生理・生態について多くの研究がなされてきた。近年、別のアプローチとして非病原性の常在菌を生物防除剤（biological control agent：BCA）として利用する研究が行われている。1983年に、霜害原因菌のPseudomonas syringaeを葉圏の拮抗菌により防除する技術がLindowらにより確立された。それ以降、葉圏における病害防除を目的とした製剤はいくつか商品化されている。
これら製剤の性能において、標的病原菌に対する拮抗能と、宿主植物への定着能が重要である。拮抗能のみを指標としてBCAをスクリーニングすると、拮抗能が高くとも定着が安定しなかったり、短期間のみとなったりすることがある。その場合、防除効果は安定せず、十分に発揮されない。スクリーニングした菌体の定着能を評価する方法として、Enyaら（2007）はインドール酢酸（IAA）生産能、N-アシル-L-ホモセリンラクトン（AHL）生産能、および植物の抗生物質サポニンに対する耐性を調査した。その結果、Enyaらは、トマトの灰色かび病に対して有望なBCA候補Pantoea ananatis近縁種を単離した。

### 害虫の防除
ニジュウヤホシテントウEpilachna vigintioctopunctataはナス科植物を食害するため、効率的な殺虫剤が求められている。その消化器官の中腸はペリトロフィック膜を持ち、外敵微生物の侵入を防ぐ。この膜はキチン質で構成されており、キチン分解酵素キチナーゼ生産菌（Alcaligenes paradoxus KPM-012AやPseudomonas fluorescens KPM-018P）はペリトロフィック膜を破壊しニジュウヤホシテントウを殺す。KPM-012AおよびKPM-018P培養液を葉圏に噴霧することで成虫の食害と産卵が抑制、および幼虫が駆除される。また、キチナーゼを遺伝子導入した遺伝子組み換え微生物もニジュウヤホシテントウのペリトロフィック膜を分解することが報告されている。

### 食品の衛生管理
サルモネラ菌や大腸菌O157:H7などの細菌が果物や野菜で繁殖すると毒物質を産生し、それを食べた人間に対して食中毒の原因となる。最低限の調理しかされていない生野菜や生果物の消費量増加に伴い、世界で食中毒の件数が増加している。リステリア属（Listeria属）といったいくつかのヒト病原体は土壌微生物である。土壌から又は雨滴などの水から直接伝播し、農作物に拡散することが考えられている。食中毒原因菌クロストリジウム属（Clostridium属）はススキMiscanthus sinensisの体内で発見されており、広範な植物種の葉圏において分布することが示唆されている。葉圏の病原菌及びその拮抗菌を研究することにより、食品の消毒戦略を開発して食中毒の発生を防止できる可能性がある。

### 大気汚染物質の分解
葉は空気中に曝されているため、大気汚染物質は葉圏面積に付着しやすく、葉圏微生物と接触しやすい。葉の表面には汚染物質の低分子フェノール化合物が大気中の10倍以上の濃度で蓄積されている。このフェノール化合物は葉圏の常在菌により分解されている。Sandhu（2009）は、葉圏細菌の汚染物質の分解は大気の浄化に少なからず影響していることを指摘している。